# Singapour aux Jeux paralympiques d'été de 2016
Singapour participe aux Jeux paralympiques d'été de 2016 à Rio de Janeiro. Il s'agit de la huitième participation de ce pays aux Jeux paralympiques d'été.